# Piłczyk
Piłczyk (Serranus hepatus) – gatunek ryby okoniokształtnej z rodziny strzępielowatych (Serranidae).

## Występowanie
Wschodni Atlantyk od Portugalii do Senagalu i Wysp Kanaryjskich, Morze Śródziemne. 
Żyje na głębokości od 5 do 100 m nad dnem mulistym, piaszczystym lub skalistym, na łąkach trawy morskiej.

## Opis
Dorasta maksymalnie do 13 cm długości. Ciało podłużnie owalne. Oczy duże. Pokrywa skrzelowa z dwoma kolcami, kość przedpokrywowa piłkowana. Pokryty łuskami, w linii bocznej od 50 do 60 łusek. Otwór gębowy szeroki z wysuwalnymi szczękami. Zęby małe, spiczaste. Płetwa grzbietowa długa, podparta 10 promieniami twardymi i 11–12 miękkimi. Płetwa odbytowa podparta 3 twardymi i 7 miękkimi promieniami. Płetwa piersiowa z 1 twardym i 5 miękkimi promieniami. Płetwa ogonowa zaokrąglona.
Ubarwienie czerwonawo- lub żółtawobrązowe, pokryte 3–5 ciemnymi pasami poprzecznymi, podbródek i brzuch białawy. Za ostatnim twardym promieniem na płetwie grzbietowej wyraźna czarna plama. Płetwy brzuszne ciemne.

## Odżywianie
Odżywia się skorupiakami, mięczakami i małymi rybami.

## Rozród
Tarło odbywa się wiosną i latem. Jest obojnakiem.